# 무사 알타마리
무사 무함마드 무사 술라이만 알타마리(아랍어: مُوسى مُحَمَّد مُوسى سُلَيْمَان التَعمري 무사 무함마드 무사 술라이만 알타마리[*], 1997년 6월 10일~)는 요르단의 축구 선수로 포지션은 공격수이다. 현재 프랑스 리그 1의 클럽인 렌에서 뛰고 있다.

## 클럽 경력
암만에서 팔레스타인계 이민자의 아들로 태어났다. 2016년부터 프로 선수로 활동하기 시작했으며 요르단 프로리그의 샤바브 알오르돈에서 선수 경력을 시작했다.
2018년 여름 키프로스 1부 리그의 팀인 아포엘 FC로 이적했으며 2018년에 리그와 슈퍼컵 우승에 기여했다.

## 국가대표팀 경력
2016년에 요르단 국가대표팀에 처음 발탁되었고 그 해 8월 31일 레바논과의 친선 경기를 통해 A매치에 처음 출전했다.